# Vaticanus Ebraeus 133
Vaticanus Ebraeus 133 («[Manuscrito] hebreo del Vaticano 133» en latín, también abreviado Vat. ebr. 133), generalmente conocido en hebreo como el MS de Roma (כ״י רומי KY Romi), es un manuscrito escrito a mano de una parte del Talmud de Jerusalén copiado a finales del siglo XIII o principios del XIV, que contiene aproximadamente una cuarta parte de todo el Talmud de Jerusalén, Seder Zerai'm (excluyendo Tractate Bikkurim) y Tratado Sotá de Seder Nashim.
El Vaticanus Ebraeus 133 perteneció originalmente a la colección Heidelberg Palatina, adquirida a principios del siglo XVI y luego transferida a Roma en el siglo XVII (1622), como regalo al papa Gregorio XV.

## Disposición
Está escrito en pergamino, cada hoja contiene dos columnas. (excepto las últimas cuatro hojas de pergamino cuyas líneas ocupan todo el ancho de cada página). Normalmente hay entre 36 y 38 líneas por columna, con la excepción de Tractate Sotá que contiene entre 43 y 46 líneas por columna. Es una obra compuesta combinada en un solo volumen, copiada por seis copistas diferentes y escrita en escritura hebrea asquenazí cuadrada de estilo antiguo. Secciones del manuscrito original fueron parcialmente destruidas, lo que obligó a sus propietarios a reemplazar las partes dañadas o faltantes en diferentes períodos de tiempo. El manuscrito original se conserva en la Biblioteca del Vaticano en Roma. Se ha publicado una edición facsímil del manuscrito con el nombre de Jerusalem Talmud: Vatican Manuscript (תלמוד ירושלמי: כתב יד וטיקן), pero dado que carece de 5 del total de 6 órdenes (divisiones) prescritas para la Mishná y el Talmud (con la excepción de un tratado de Seder Nashim), el manuscrito contiene solo una 1⁄4 parte de todo el Talmud de Jerusalén. En las inscripciones hebreas comunes, a menudo se le llama el 'manuscrito de Roma' (כ"י רומי KY Romi).

## Importancia
El manuscrito, aunque se copió a finales del siglo XIII o principios del XIV, ofrece a los eruditos un valor limitado, ya que generalmente se cree que contiene muchos errores de copista. Por ejemplo, el manuscrito que contenía Seder Zera'im, del cual el escriba copió el manuscrito de Roma, era defectuoso porque le faltaban páginas en varios lugares y el escriba copió las páginas que tenía delante de forma consecutiva, sin darse cuenta de las deficiencias. Sin embargo, la mayoría de los errores son el resultado de que los copistas confundieron un carácter hebreo con otro carácter hebreo, siendo el más común la confusión de י yod ) con ו waw ); confusión de ב apuesta ) con כ kaf ); y confusión de ד dalet ) con ר resh ).
No obstante, algunas lecturas variantes en el Vaticanus Ebraeus 133 todavía se consideran perspicaces, quizás ofreciendo una lectura más correcta del Talmud de Jerusalén en el momento de su compilación. La mayoría de las ediciones críticas del Talmud de Jerusalén incluyen tablas con lecturas variantes, muchas de las cuales se extraen de Vat. ebr. 133. En 1909, Ginzberg publicó un relato de las lecturas variantes del manuscrito de Roma.
Los eruditos han señalado que el Vaticanus Ebraeus 133 fue uno de los tres textos principales utilizados por Jehiel ben Jekuthiel Anav, el copista del MS de Leiden del Talmud de Jerusalén, pero casi todas las ediciones modernas del Talmud de Jerusalén (incluyendo la edición Oz ve-Hadar de Friedman publicada en Nueva York) citará lecturas variantes del MS del Vaticano, y siempre que haya dos o más versiones coincidentes (siendo el Vaticano una de ellas, junto con el MS de Leiden), esa versión anula la edición impresa de Vilna donde aparece una lectura variante, y tal lectura aparecerá en la edición impresa moderna del Talmud de Jerusalén publicado por Friedman (Oz ve-Hadar).
Se cree que las notas marginales, enmiendas textuales escritas en las glosas del MS de Leiden, se copiaron de Vat. ebr. 133.

## Variantes seleccionadas
| Página               | Vat. ebr. 133 |
| -------------------- | --- |
| Folio 68v            | עד אינן פונדקה דעמודה פונדקה דטביתה עד כפר סבה וצורן ודאר בקיסרין ר' אבהו אמ' בשם ר' יוסה בר חנינה בולבסין הנמכרין בקיסרין הרי אלו אסורין |
| Página               | MS de Leiden |
| Demai 2:1 (Demai 8a) | עד היכן פונדקא דעמודא פונדקא רטיבתא עד כפר סבא וצורן ודאי כקיסרין ר' אבהו בשם ר' יוסי בר חנינא כולכסין הנמכרין בקיסרין הרי אילו אסורים    |

En Vat. ebr. 133, la ortografía de los nombres de lugares, tal como se traducen, tiene en cada caso un ה, en lugar de un א, cuya ortografía sigue la forma más tradicional de transcribir palabras arameas en la Palestina de la época romana. En términos de ortografía, Vat. ebr. 133 muestra una gran similitud con los fragmentos de la Geniza del Cairo del Talmud de Jerusalén. Los nombres de los rabinos están escritos en el antiguo estilo palestino, como ר' יניי  en vez de ר' ינאי ר' יוסה  y ר' יוסי ר' ליעזר  en vez de ר' אליעזר ר' יודה  deר' יהודה  El copista del MS de Leiden, por otro lado, ha cambiado la ortografía de la escritura original en muchos lugares para ajustarse al estilo babilónico. Vat. ebr. 133 es correcto al llamar a los jacintos bulbosīn, que en el manuscrito de Leiden se corrompió para leerse como kulkosīn.
| Página                      | Vat. ebr. 133                                                                                         |
| --------------------------- | --- |
| Folio 102r                  | ציפרנאי שאלין לר' אמי מהו לחטן בחוחין. א' לון אתון אמרין בשם ר' יוסה בר חנינא אפילו עיליי קינריסה שרי |
| Página                      | Antiguo fragmento yemenita                                                                            |
| Sheviit 7:1                 | צפראיי שאלון לר' אימי מהו לחטן ב[חו]חין. אמ' לון אתון [אמרין בשם רבי חנינה] אפלו עלי קינרסייה שריי    |
| Página                      | NS de Leiden                                                                                          |
| Shevi'it 7:1 (Shevi'it 18b) | ציפריי שאלון לר' אימי מהו לחטן בחוטין אמ' לון אתון אמרין בשם ר' חנינא עלי קנרסייה שרי                 |

El Talmud relata una historia sobre los habitantes de Séforis que preguntaron acerca de los granos de trigo y si les estaba permitido o no producir en el Séptimo Año una harina blanca y limpia (una especie de «blanqueo del trigo», לחטן) cubriendo el grano con capas estratificadas de una hierba verde, en este caso, con el follaje verde de las plantas espinosas (חוחין) para inducir por el calor y la evaporación la destrucción lenta de los granos exteriores oscuros que contienen el germen y el salvado, dejando sólo el grano interior blanco. Ambos, Vat. ebr. 133 y el antiguo fragmento yemenita del Talmud de Jerusalén (Shevi'it 7:1) han escrito חוחין ḥōḥīn) para las plantas espinosas que solían hacer esto, que el MS de Leiden aparentemente corrompió para leer חוטין ḥūṭīn).

### Citas
1. ↑  Becker, 1995, p. 330
2. 1 2  Richler, 2008, p. 95
3. 1 2 3  Melammed, 1981, p. 107
4. ↑  Becker, 1995, p. 334
5. ↑  Mayer, 2018, p. 279
6. 1 2 3  Mayer, 2018, p. 320
7. 1 2  Rozenboim, 2010, p. 16b, Tractate Demai, s.v. שינויי נוסחאות
8. 1 2  Rozenboim, 2010, p. 53b, Tractate Shevi'it, s.v. שינויי נוסחאות
9. ↑  Mayer, 2018, p. 280, n. 9
10. ↑  Ginzberg, 1974, pp. 347-372
11. ↑  Rozenboim, 2010, p. Introduction
12. ↑  Talmud Yerushalmi Codex Leiden, n.d., p. 103
13. ↑  Rabinowitz, 1971, p. 22
14. ↑  Talmud Yerushalmi Codex Leiden, n.d., p. 172
15. ↑  Cf.Rabinowitz, 1971, p. 22

## Lectura adicional
- Lieberman, S. (1929). Concerning the Jerusalem Talmud (על הירושלמי/ א. לתיקון נוסח הירושלמי, ב. נוסחאות כת"י רומא למס סוטה עם פתיחות, הערות והשואות (en hebreo). Jerusalem: Darom Publishers. Archivado desde el original el 24 de enero de 2012.

- Datos: Q120756524